# ممارسة مناسبة تنمويا
الممارسة المناسبة تنمويًا (بالإنجليزية: "Developmentally Appropriate Practice "DAP ) عبارة عن منظور يتم اتباعه في نطاق تعليم الطفولة المبكرة، حيث يقوم المعلم أو موفر الرعاية للطفل برعاية التنمية الاجتماعية/العاطفية والبدنية والإدراكية للطفل من خلال جعل كل الممارسات والقرارات تعتمد على (1) نظريات تنمية الأطفال و(2) نقاط القوة والاحتياجات التي يتم تحديدها بشكل خاص لكل طفل والتي يتم اكتشافها من خلال التقييم الأصلي و(3) الخلفيات الثقافية للطفل والمحددة من خلال مجتمعه وتاريخ عائلته والهيكل العائلي الذي يعيش فيه.

## أوجه النقد
تعد الممارسة المناسبة تنمويًا (DAP) واحدة من مجموعة من الممارسات المقترنة بالتعليم المعتمد على النتائج وغير ذلك من حركات إصلاح التعليم التقدمية. وقد قال بعض النقاد إن بعض الإصلاحات مثل الرياضيات حسب المجلس القومي لمعلمي الرياضيات (NCTM) واللغات الكاملة التي تدعم «الممارسات المناسبة تنمويًا» يُعتقد أنها تطرح على الطلاب مواد ومفاهيم يمكن أن تكون متقدمة للغاية مقارنة بعمر الأطفال صغار السن، أو قد تكون أكبر من مستويات القراءة الخاصة بهم. وفي الجانب الآخر، يقول بعض النقاد إن منهجيات الممارسات المناسبة تنمويًا تستخدم محتويات ومفاهيم يُنظر إليها على أنها أقل من مستويات المراحل التقليدية. ويقوم المعلمون في العديد من الدول بتطبيق منهجيات الممارسات المناسبة تنمويًا للوفاء بمعايير التعليم التي تم وضعها من خلال الجمعيات الاحترافية المتخصصة، بما في ذلك مجالات محتويات فنون اللغات والرياضيات والدراسات الاجتماعية والعلوم. وتقترح معايير تعليم العلوم القومية تعليم طلاب المدارس الابتدائية كيفية عمل التجارب الخاصة بهم، في حين أن طلاب المدارس الثانوية، وحتى طلاب الكليات، كانوا يتم تعليمهم كيفية تنفيذ التجارب الموضوعة من قبل، بشكل تقليدي، دون أن يقوموا بوضع التجارب الخاصة بهم. وفي بيئة الممارسات المناسبة تنمويًا، ومن خلال تقنيات التعليم المستهدفة، بالإضافة إلى التركيز على الأوقات التي يمكن التدريس فيها، يشارك الأطفال في تجارب التعليم الأصلية والمفيدة. ولا يتوقف دور المعلمين عند مجرد تعليم المجموعة كاملة، بل إنهم يستخدمون مجموعة من إستراتيجيات التجميع، بما في ذلك المجموعات الصغيرة والأزواج وفرد إلى فرد (1:1). وتصبح الفردية مكونًا هامًا فيما يتعلق بالتحقق من التركيز على احتياجات واهتمامات كل طفل في بيئة الممارسات المناسبة تنمويًا. وتعتمد الممارسة المناسبة تنمويًا على فكرة أن الأطفال يتعلمون بشكل أفضل نتيجة الممارسة. ويتعلم الأطفال بشكل أفضل عندما يشاركون بشكل نشط في بيئتهم، وعندما يقومون بتجميع المعرفة اعتمادًا على خبراتهم، بدلاً من مجرد تلقي المعلومات بشكل سلبي. وتعزز بيئات التعليم النشطة من خبرات التعليم العملية وتسمح للأطفال بالتفاعل مع الأشياء الموجودة في بيئاتهم، بالإضافة إلى نظرائهم ومعلميهم.

## الأهداف
يكون البالغون مسئولين عن ضمان تنمية وتعليم الأطفال بشكل صحي. فمن لحظة الميلاد، تكون العلاقات مع البالغين عوامل محددة هامة للغاية للتنمية الاجتماعية والعاطفية الصحيحة للأطفال، كما أنهم يقومون كذلك بدور الوسطاء في مجال التطوير اللغوي والفكري. وفي نفس الوقت، يمتلك الأطفال قدرة نشطة على بناء إدراكهم، حيث يستفيدون من بدء وتنظيم أنشطة التعليم الخاصة بهم والتفاعل مع نظرائهم. وبالتالي، فإن معلمي مرحلة الطفولة المبكرة يبذلون قصارى جهدهم لتحقيق التوازن المثالي بين التعليم الذي يبدؤه الأطفال بنفسهم والتوجيه والدعم من الكبار.